# Dolichopeza (Nesopeza) subgeniculata
Dolichopeza (Nesopeza) subgeniculata is een tweevleugelige uit de familie langpootmuggen (Tipulidae). De soort komt voor in het Palearctisch gebied.